# Пфальцграфенштайн
Крепость Пфальцграфенштайн (нем. Burg Pfalzgrafenstein) — таможенный замок в Германии, расположенный на небольшом острове Фалькенау посреди реки Рейн около города Кауб. Он получил известность благодаря своей необычной форме, напоминающей корабль. Крепость никогда не была захвачена или разрушена.

## История

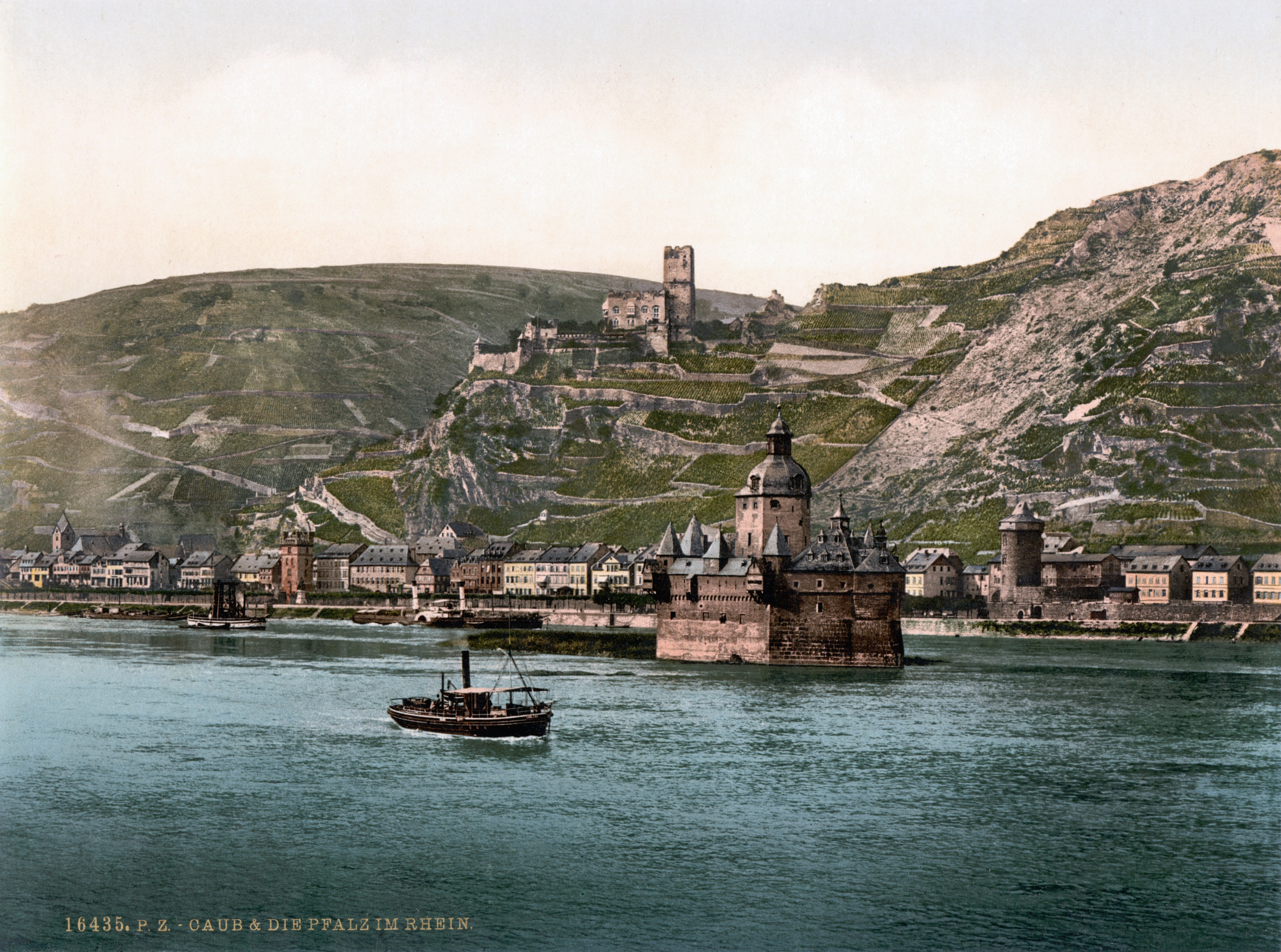
Вид на крепость Пфальцграфенштайн, 1900 год

Эта крепость строилась в качестве имперской таможни и имела другое название. В 1326 году её приобрёл Людвиг V Баварский и за белыми стенами построил мощную пятиугольную башню. В ответ на требования архиепископов Трира и Майнца разрушить башню Людвиг V между 1338 и 1340 годами построил ещё одну толстую стену.
В середине XV века владельцы крепости построили 4-этажный бергфрид, а в 1477 году владельцами крепости стали графы Катцеленбогены. В 1607 году южная стена была укреплена и защищена артиллерийской батареей. Было сделано два этажа, на первом располагался склад пороха и амуниции, а на втором — батарея.
После пожара в 1756 году в крепости построили крыши в стиле барокко. В 1814 году крепость использовали для переправы прусских войск Гебхарда фон Блюхера, преследовавшего Наполеона. В 1866 году крепость приобрела Пруссия и с 1876 года она перестала выполнять таможенные функции. После этого в течение почти ста лет крепость использовали в качестве маяка. В 1946 году крепость перешла во владение земли Рейнланд-Пфальц, её восстановили и сделали музей.

## Интерьер

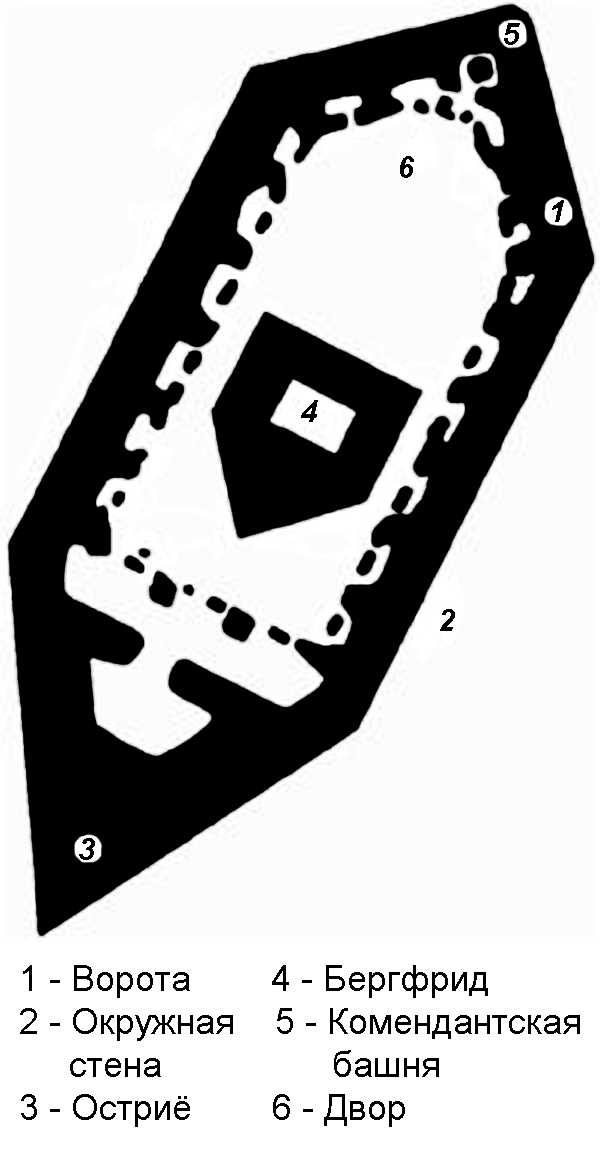
План крепости

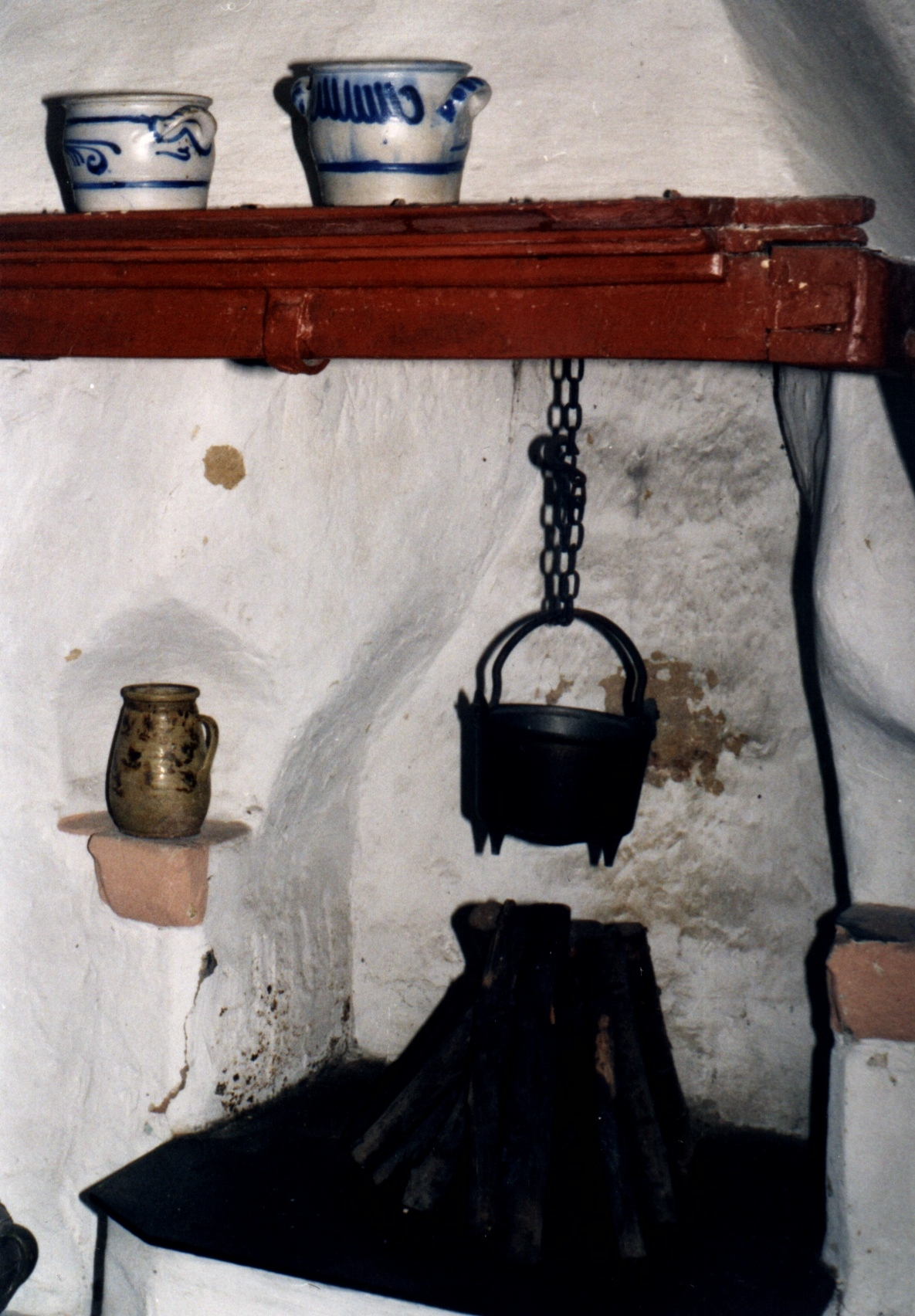
Камин на кухне

Крепость в плане представляет собой вытянутый шестиугольник со стеной высотой до 12 м. Южный угол крепости направлен против течения Рейна, что помогает бороться с весенним ледоходом. На северной стороне располагались парадные ворота с решёткой, которая поднималась механизмом, расположенным на верхней галерее. На стенах расположены галереи с бойницами, расположенными в два ряда. В прошлые века через реку протягивали толстую цепь, которая вынуждала торговцев останавливаться, а для тех, кто не хотел подчиняться, было устроено подземелье в колодце.
Длина замка — 47 м, ширина — 21 м, высота шестиэтажного донжона с крышей — 37 метров, толщина стен — 2,6 м.
На верхнем этаже башни имелось две комнаты с кухней и камином, в которых жили комендант крепости с семьёй. Стражники жили на первом этаже, а на втором была тюремная камера. В темницу спускались через люк, который открывали один раз в день, чтобы принести еду. При сильных наводнениях тюрьма оказывалась под водой.
Гарнизон крепости насчитывал не более 20 человек. Они использовали скромную мебель, минимум одежды и простую еду, которую готовили во дворе. Очаг располагался возле западной стены, с другой стороны которой находился эркер, который использовали в качестве туалета.

## Современное использование
Замок доступен для посетителей в качестве музея и исторической достопримечательности, здесь проводятся культурные мероприятия. Добраться до крепости можно на регулярном пассажирском пароме от городка Кауб, если позволяет погода и уровень воды в реке.

## Фотографии

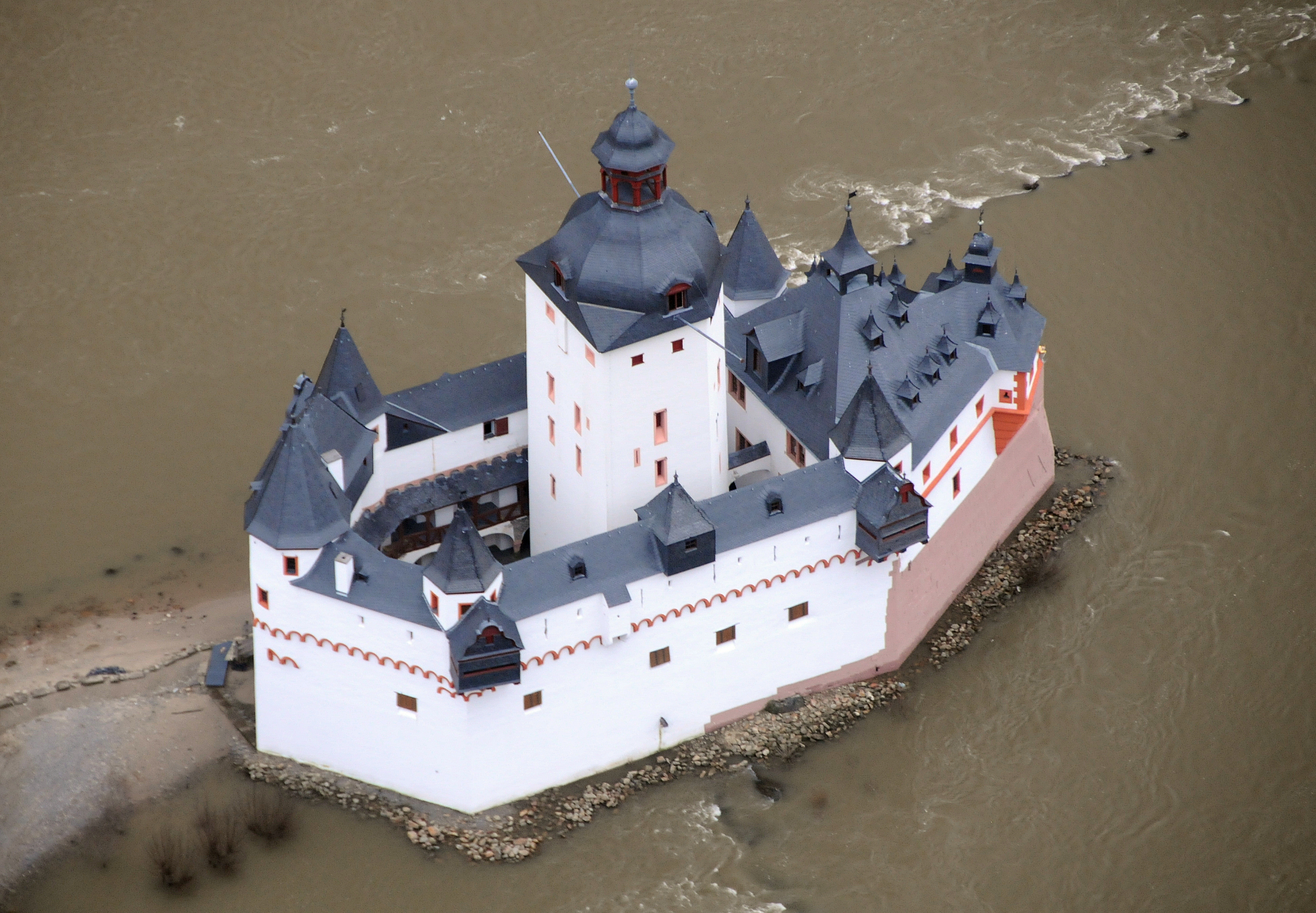
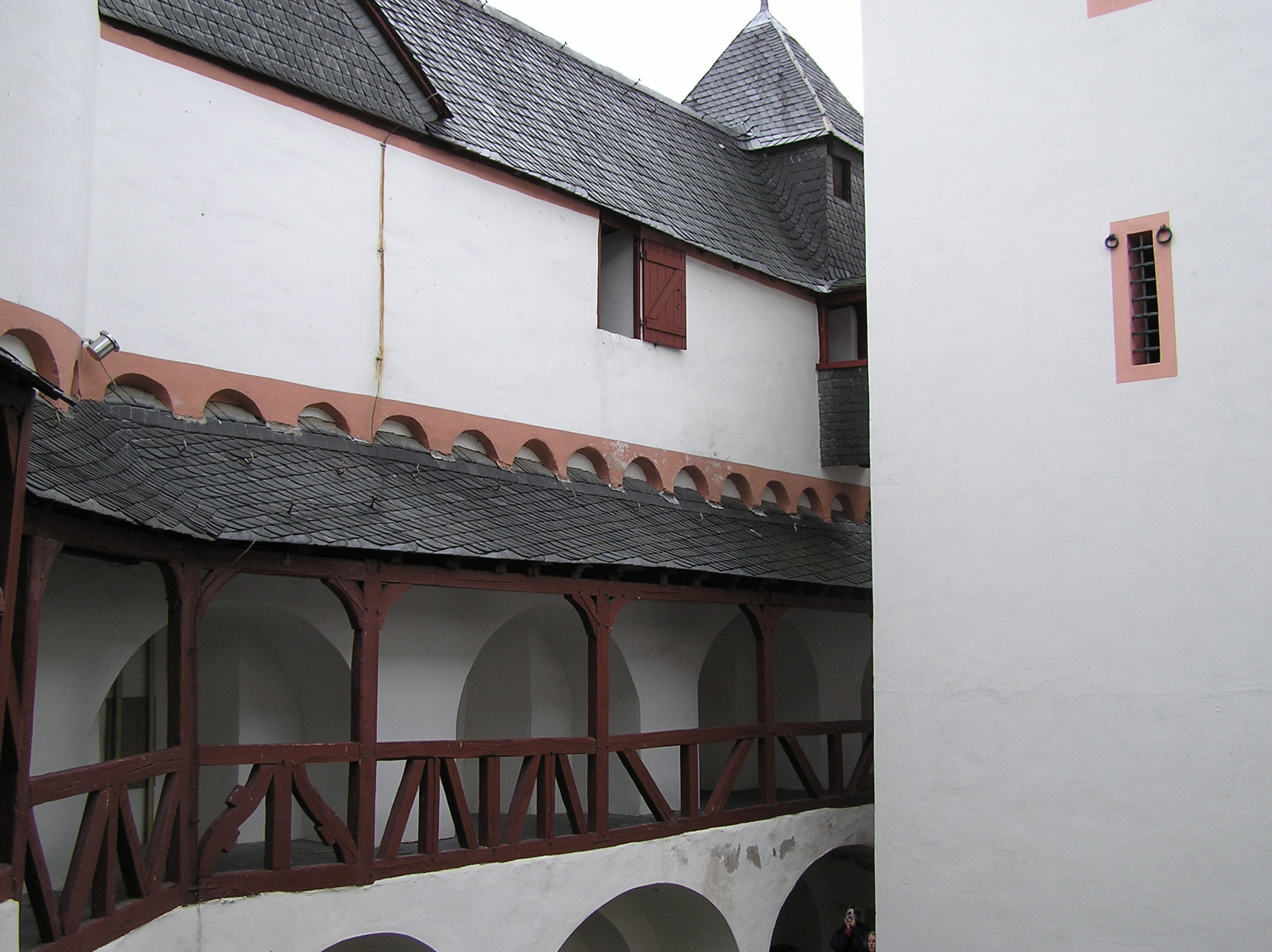
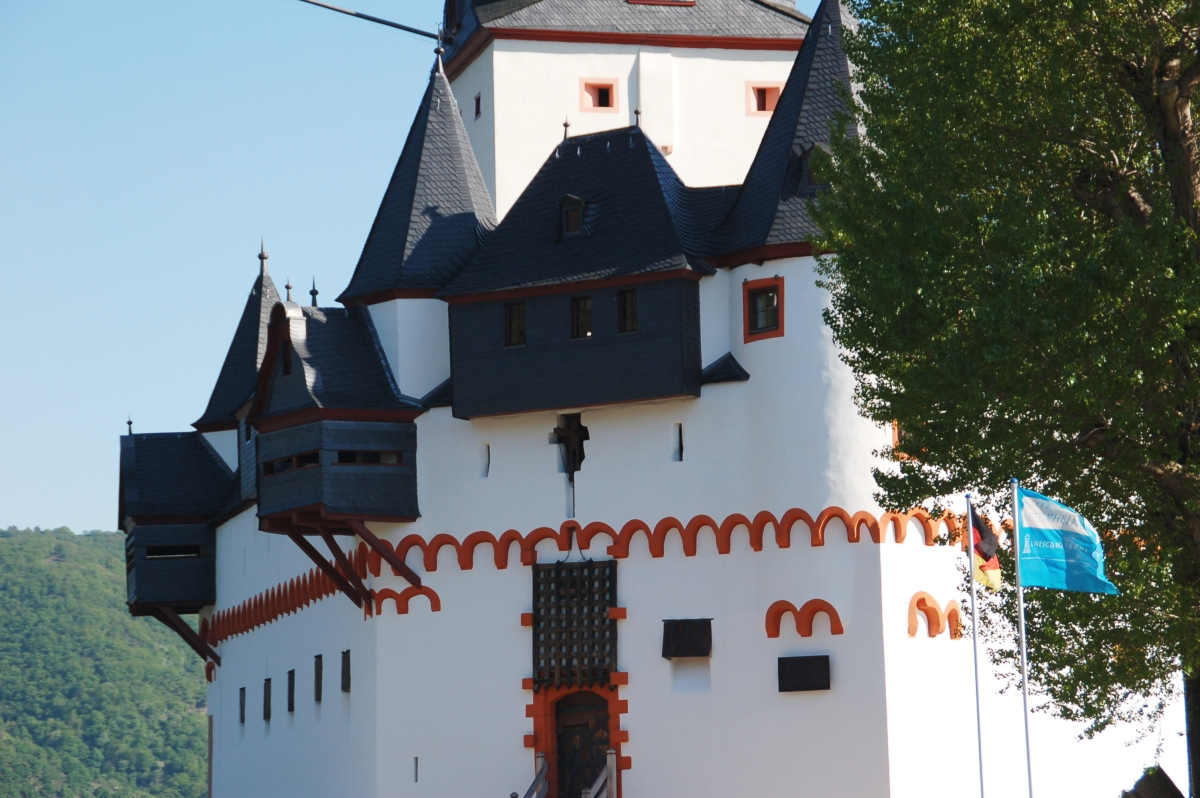
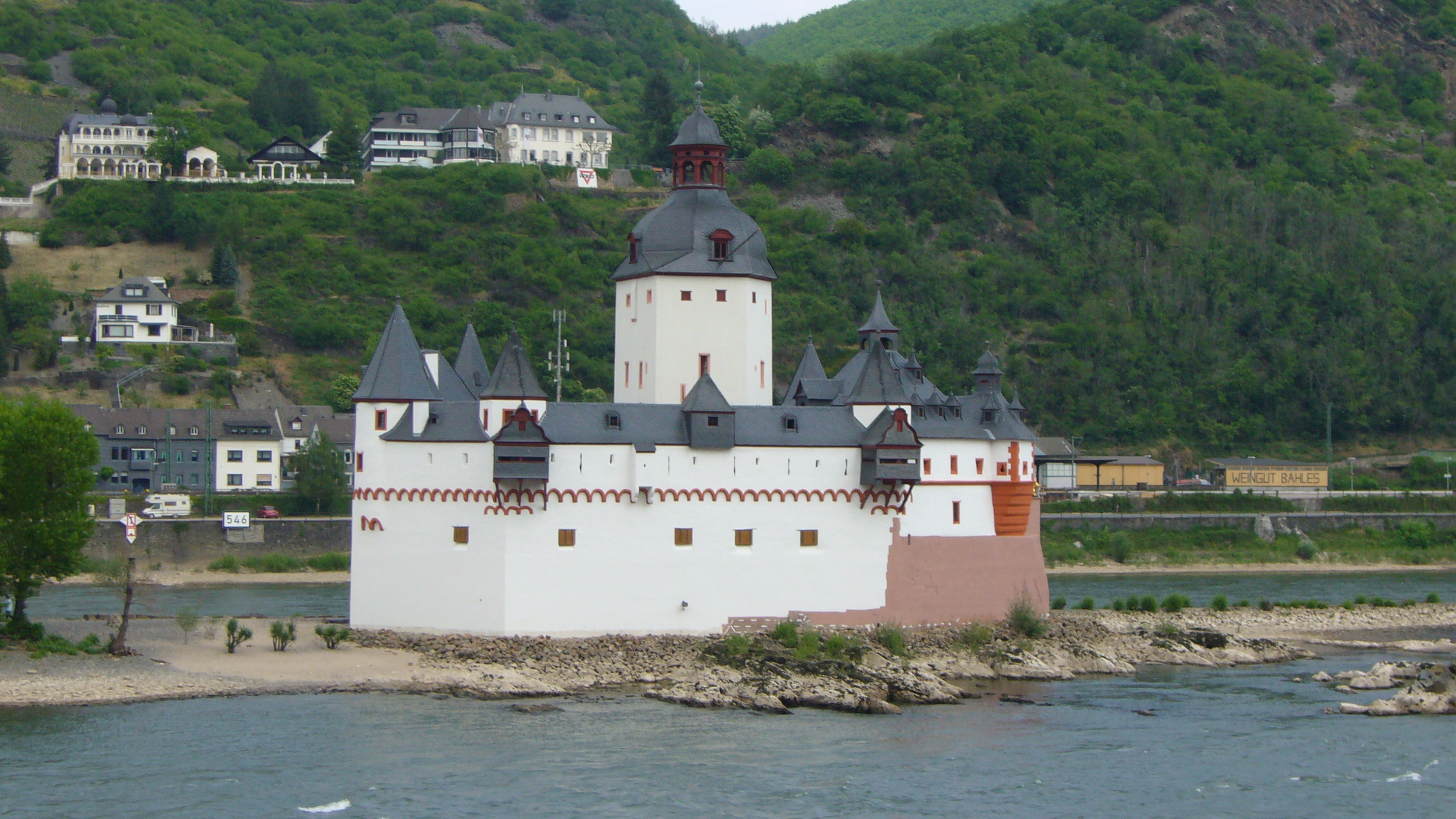
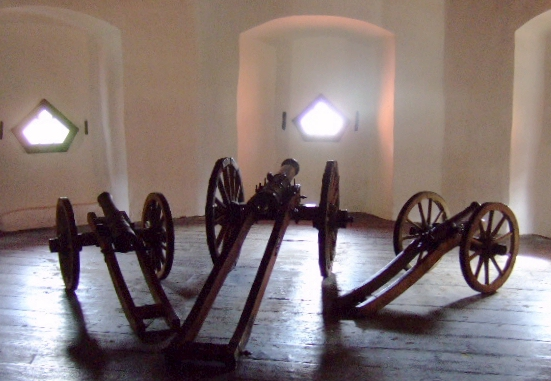
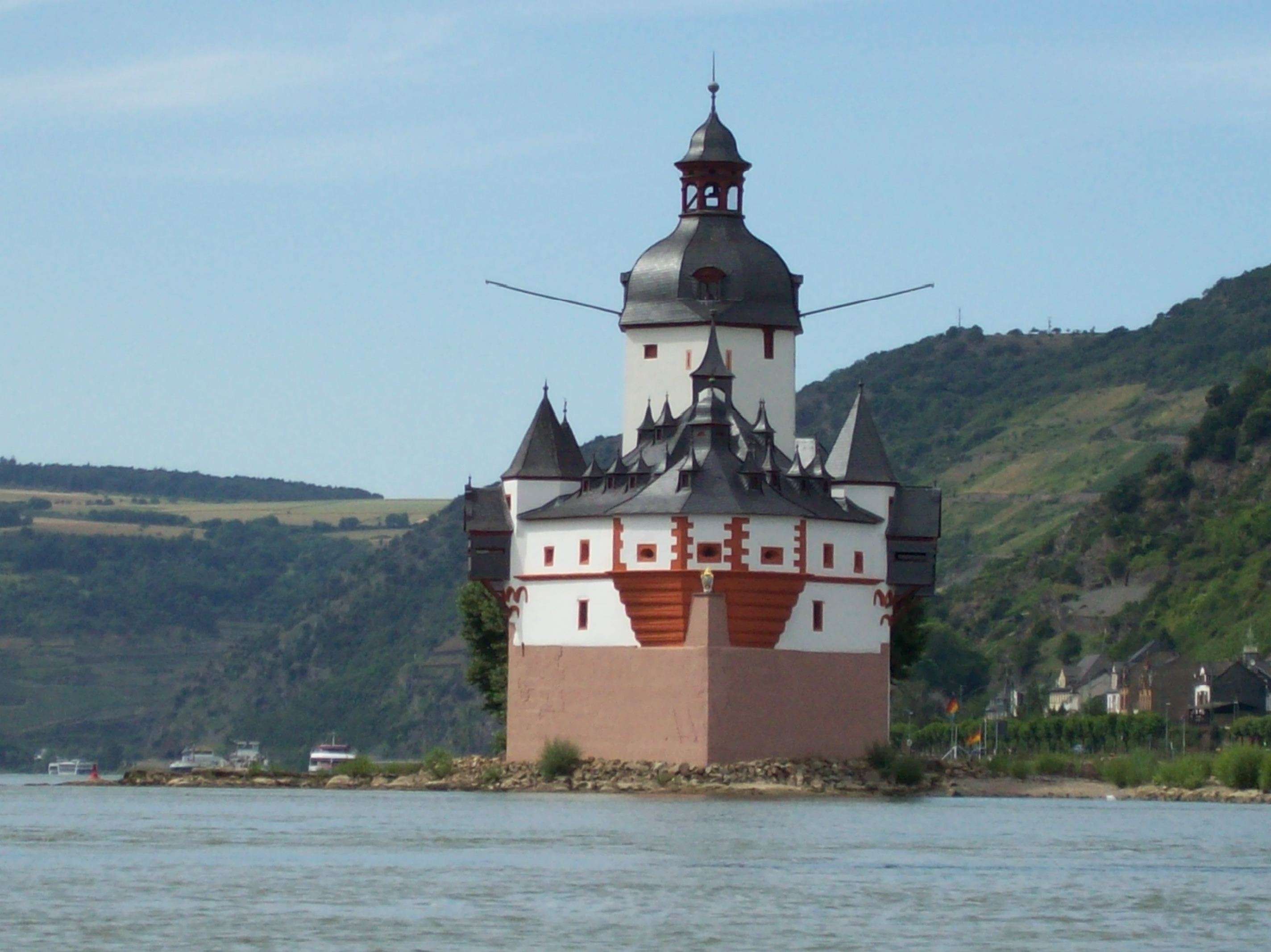
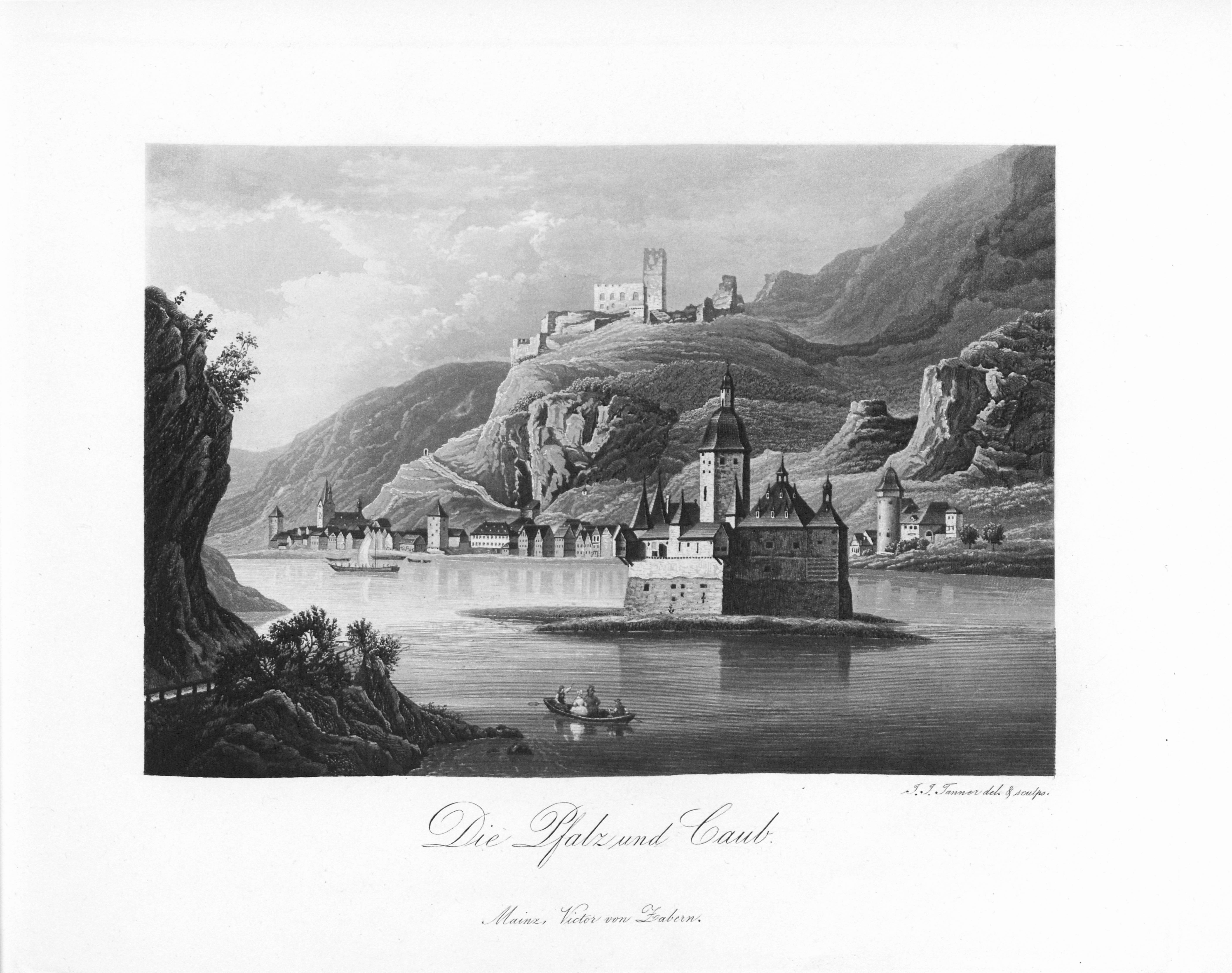